# Stipa gaubae
Stipa gaubae är en gräsart som beskrevs av Norman Loftus Bor. Stipa gaubae ingår i släktet fjädergrässläktet, och familjen gräs. Inga underarter finns listade i Catalogue of Life.